# 柳敬礼
柳 敬礼（柳敬禮、りゅう けいれい、生年不明 - 550年）は、南朝梁の軍人。本貫は河東郡解県。

## 経歴
梁の太子詹事の柳津（柳慶遠の子）の子として生まれた。兄の柳仲礼とともに若くして勇名で知られた。著作佐郎を初任とし、しばらくして扶風郡太守に転じた。太清2年（548年）、侯景の乱が起きて侯景軍が長江を渡ると、敬礼は3000の兵を率いて建康の救援に向かった。青渓埭に拠って侯景と連戦し、つねに先頭に立って敵陣を陥れたため、その威名は高まった。太清3年（549年）、台城が陥落すると、敬礼は兄の柳仲礼とともに侯景に降伏した。
侯景は柳仲礼を長江上流の経略に派遣し、敬礼を人質として留めて、護軍とした。侯景が後渚で柳仲礼を送る餞別の宴を張ったとき、敬礼はひそかに「侯景がいまやって来たならば、敬礼がこれを抱えて抑え込みますので、兄者は佩刀を抜いて、侯景を斬り殺してください。敬礼は死んでも恨みはありません」と兄に伝えた。酒が進んで、敬礼が柳仲礼に目配せしたが、柳仲礼は侯景の護衛が厳重だったため、あえて動こうとせず、殺害計画は実行されなかった。
大宝元年（550年）10月、侯景が晋熙郡に赴くと、敬礼は南康王蕭会理とともに建康を掌握しようと計画した。その計画は建安侯蕭賁（蕭宏の子の蕭正立の子）に察知されて、侯景に伝えられ、敬礼は殺害された。

## 伝記資料
- 『梁書』巻43 列伝第37
- 『南史』巻38 列伝第28